# Zabrđe (gmina Milići)
Zabrđe (cyr. Забрђе) – wieś w Bośni i Hercegowinie, w Republice Serbskiej, w gminie Milići. W 2013 roku liczyła 12 mieszkańców.